# Enneacampus kaupi
Enneacampus kaupi är en fiskart som först beskrevs av Pieter Bleeker 1863.  Enneacampus kaupi ingår i släktet Enneacampus och familjen kantnålsfiskar. IUCN kategoriserar arten globalt som livskraftig. Inga underarter finns listade i Catalogue of Life.